# Agronomische Trockengrenze
Die agronomische Trockengrenze zählt zu den agrargeographischen Anbaugrenzen und trennt Gebiete, in denen sinnvoll Regenfeldbau möglich ist, von Gebieten, in denen dies nicht mehr möglich ist und gegebenenfalls Bewässerungsfeldbau oder die ebenfalls auf ausschließlicher Nutzung des Niederschlags aufbauende Sonderform des Trockenfeldbau betrieben werden kann oder nur noch Weidewirtschaft möglich ist. Sie markiert somit den Übergang von einer 1. kontinuierlich und 2. rein natürlich bewässerten Anbauzone zu einer Anbauzone, in der nur diskontinuierlich oder mit künstlicher Bewässerung Anbau betrieben werden kann. Die agronomische Trockengrenze kann also als Trockengrenze des Regenfeldbaus beschrieben werden. Sie ist daher letztlich anthropogen bestimmt (abhängig vom Anbauprodukt, aber auch dessen durch Züchtung oder Gentechnik veränderten Wasserbedarfs). Ihre jährliche Niederschlagsmenge liegt daher sehr unterschiedlich hoch zwischen 250 und 1000 mm. In älteren Schulbüchern und Lexika wird sie klassisch i. d. R. vereinfacht mit der 500-mm-Isohyete festgelegt. Für die heute oft eingesetzten Züchtungen sind aber häufig bereits deutlich unter 400 mm Jahresniederschlag bei einer in den mittleren Breiten üblichen Verdunstung ausreichend, so dass in neueren Werken häufig auch die 400 mm-Isohyete genannt wird. Beide Werte haben vor dem Hintergrund unterschiedlicher agrarökonomischer Voraussetzungen ihre Berechtigung und ihren Wert.
Die agronomische Trockengrenze ist nicht zu verwechseln mit der klimatischen Trockengrenze.
Näherungsweise kann die agronomische Trockengrenze durch den Jahresniederschlag N (gemessen in mm) und die Jahresdurchschnittstemperatur T (gemessen in °C) definiert werden: N = 15 (mm/°C) × T Für Regenfeldbau muss die Niederschlagsmenge also mindestens dem Fünfzehnfachen der Durchschnittstemperatur entsprechen.
Diese Formel ist nur ein Anhaltspunkt, da die agronomischen Trockengrenzen auf Grund der Variabilität der Niederschläge im Jahresablauf, der Geländeform, der Bodenart, sowie des Humus- und Nährstoffgehalts des Bodens unterschiedlich ausfallen. Mit Details der agronomischen Bewirtschaftungsgrenzen haben sich u. a. Reiner Keller, Hans-Hartwig Ruthenberg und Peter Frankenberg befasst. Beispiele für die agronomische Trockengrenze finden sich in der Syrischen Wüste und dem Dahomey Gap in Westafrika.
Weitere Anbaugrenzen sind die agronomischen Polargrenzen sowie die agronomischen Höhengrenzen.